# Konsu (jezioro)
Konsu järv (est. Konsu järv) – jezioro w gminie Illuka, w prowincji Virumaa Wschodnia, w Estonii. Położone około 2 kilometry na północ od wsi Kuremäe i podobny dystans na południowy wschód od wsi Konsu. Ma powierzchnię 138,6 hektara, linię brzegową o długości 7443 m, długość 2070 m i szerokość 830 m. Połączone jest z niewielkim jeziorem Peenjärv. Jest jednym z 42 jezior wchodzących w skład pojezierza Kurtna (est. Kurtna järvestik).